# Jaera bocqueti
Jaera bocqueti is een pissebed uit de familie Janiridae. De wetenschappelijke naam van de soort is voor het eerst geldig gepubliceerd in 1979 door Veuille & Kocatas.